# Benz Bz.III
Benz Bz.III — немецкий поршневой 6-цилиндровый авиадвигатель жидкостного охлаждения, разработанный в 1914 году компанией Benz Flugmotoren, подразделением Benz & Cie..
С началом Первой мировой войны германский Инспекторат авиации (''Idflieg'') принял систему классификации авиационных двигателей, согласно которой моторам присваивался обозначенный римскими цифрами индекс, соответствующий их мощности. Новый 150-сильный рядный двигатель компании Бенц попадал в третью группу (150—199 лошадиных сил).
Он устанавливался на многих самолётах первых лет войны и был впоследствии заменён моделью Benz Bz.IIIa, а затем и V-образным Benz Bz.IIIb.
Также Benz Bz.III выпускался по лицензии в Швеции компанией AB Thulinverken под маркой Thulin E. В межвоенный период ВВС Финляндии применяли его на разведчике IVL A.22 Hansa — копии Hansa-Brandenburg W.33.

## Применение
- AEG C.I
- AEG C.II
- AEG C.III
- AEG C.IV
- AEG G.II
- AEG N.I
- Albatros C.I
- Albatros C.II
- Albatros C.III
- Albatros D.I
- Albatros W.3
- Albatros G.II
- Friedrichshafen FF.33
- Friedrichshafen FF.41
- Friedrichshafen G.I
- Gotha G.I
- Hansa-Brandenburg KDW
- Hansa-Brandenburg W.29
- LFG Roland D.VII
- тяжёлые бомбардировщики Riesenflugzeug (Siemens-Schuckert R.I)